# Aetheria
Aetheria è una caratteristica di albedo della superficie di Marte.